# Abdullah Al-Marri
Abdullah Hamad Al-Marri ( árabe : عبد الله المري; nascido em 3 de junho de 1995) é um futebolista catariano que joga como meio-campista do clube catariano Al-Sailiya .

## Honras

### Clube
Al-Sailiya SC
- Copa FA do Catar : 2021
- Qatar Stars Cup : 2020-21